# Zvonimir Paradzik
Zvonimir Paradzik (* 27. Juni 1977 in Herbolzheim) ist ein ehemaliger deutscher Basketballspieler.

## Laufbahn
In den Jahren 1993 und 1994 nahm der 1,96 Meter große Aufbau- und Flügelspieler mit den deutschen Nationalmannschaften an den Kadetten- und Junioreneuropameisterschaften teil. 1998 spielte er für die Auswahl des Deutschen Basketball-Bundes in der Ausscheidungsrunde zu U22-EM.
Auf Vereinsebene durchlief er die Jugend des USC Freiburg, wurde mit der A-Jugend der Breisgauer 1996 deutscher Meister. Mit der USC-Herrenmannschaft stieg er 1997 von der 2. Basketball-Bundesliga in die Basketball-Bundesliga auf und stand von 1997 bis 1999 im Freiburger Bundesliga-Aufgebot. Er bestritt in der Spielzeit 1998/99 für den USC 23 Bundesliga-Partien mit einem Punkteschnitt von 8,8.
Zu Beginn der Saison 1999/2000 stand er für kurze Zeit in Diensten des portugiesischen Klubs Seixal, dann spielte er bei Falke Nürnberg in der 2. Bundesliga und wechselte zu Saisonbeginn 2000/01 zum Bundesligisten SSV Ulm. Dort verbuchte Paradzik während des Spieljahres 2000/01 in 34 Einsätzen im Mittel 9,5 Punkte sowie 3,1 Rebounds je Begegnung. In der Saison 2001/02 war er abermals beim USC Freiburg, inzwischen wieder in der 2. Bundesliga aktiv, später stand er noch für den elsässischen Verein ASSM Pfastatt in der vierten französischen Liga auf dem Feld.
Seine Tochter Paula Paradzik wurde ebenfalls Bundesligaspielerin.